# Irracjonalność
Irracjonalność (od łac. irrationalis = nierozumowy) – zbiór postaw, zachowań i schematów myślowych cechujących się pozarozumowym podejściem do wyjaśniania problemów, tak praktyczno-życiowych, jak i np. naukowych i filozoficznych. 
W ujęciu światopoglądowym postawa charakterystyczna dla irracjonalizmu. W ujęciu potocznym irracjonalność odmawia rozumowi grania głównej roli w kształtowaniu przekonań na podstawie których podejmowane są decyzje. Jest antonimem racjonalności – postawy charakterystycznej m.in. dla racjonalizmu. 

## Irracjonalność jako składnik osobowości
Irracjonalność jako składnik osobowości jest obecna w każdym umyśle. Rozpatrując człowieka z poziomu jego rozumności, poszczególne osoby różnią się od siebie stosunkiem racjonalności do irracjonalności. Uwydatnienie się jednej z tych cech, determinuje czy danego osobnika postrzegamy jako myślącego i postępującego irracjonalnie czy racjonalnie. Postrzeganie społeczne irracjonalności jest zależne od tendencji jakie wykazuje dana społeczność – im bardziej społeczeństwo w swojej zbiorowości wykazuje skłonności do irracjonalnych zachowań i poglądów, tym słabsze jest postrzeganie jednostek postępujących irracjonalnie jako odstępstwa od normy. 

## Przyczyny irracjonalności w myśleniu potocznym
- Przystosowanie ewolucyjne (ciągła walka o przetrwanie) wymagało od nas podejmowanie szybkich decyzji silnie nacechowanych emocjami, co pobudza układ limbiczny blokując procesy korowe. Jak wskazują badania, w korze mózgowej zachodzą procesy związane z myśleniem analitycznym, charakterystycznym dla postaw racjonalnych. Kolejny element to silne uzależnienie od wspólnoty koniecznej do przetrwania, długi (w porównani nawet z innymi ssakami) okres dzieciństwa, prowadzi do konformizmu (zdawania się na łaskę rodziców i społeczności) i wiary w autorytety (autorytet ojca, matki, przywódcy wspólnoty plemiennej, bóstwa). Globalne myślenie wymaga wyjścia poza spójny system wierzeń i jest bardzo trudne. W swojej podstawowej funkcji mózg nie służył do myślenia tylko zwiększenia szans na przetrwanie. Wraz z rozwojem ewolucyjnym mózgu, irracjonalne zachowania nie zostały wyeliminowane bo nie miało to wpływu na przeżycie, a nawet pomagało to przetrwać integrując stada na poziomie społecznym (wspólne przeżycia mistyczne, kult zmarłych, magia plemienna).

- Budowa anatomiczna i fizjologia mózgu i wynikające z tego ograniczenia, np. funkcjonowanie pamięci krótkotrwałej(przekłamania w jej zawartości przy napływie dużej ilości danych), czy syndrom fałszywej pamięci (zapamiętane zdarzenia z przeszłości mogą ulec całkowitej przemianie, zmieniają się skojarzenia, na skutek sugestii tworzą się wspomnienia nieistniejących faktów).

- Irracjonalność może też być wynikiem choroby neuronalnej lub tymczasowego zaburzenia.

- Kulturowe uwarunkowania i społeczna nieświadomość problemu irracjonalności to wynik z braków w wykształceniu, głęboko zakorzenionych naleciałości kulturowych i ogólnie przyjętych stereotypów postępowań charakterystycznych dla danej społeczności i kultury. Ogólna nieznajomość podstawowych zasad statystyki i rachunku prawdopodobieństwa. Mylenie korelacji i związków przyczynowych. Utrwalanie w pamięci społeczeństw tylko tych faktów, które się sprawdziły, zgodnie z intencjami lub przewidywaniami (wiara w proroctwa). Postrzeganie postaw sceptycznych jako zagrożenia dla ładu społecznego i religijnego. Promowanie postaw irracjonalnych w życiu codziennym, przywiązanie do symboli (w postaci talizmanów, medalików, obrazków, sentencji, części anatomicznych zwierząt i roślin, szlachetnych kamieni itp.), wiara we wróżki i horoskopy wszechobecne w prasie. Istotny wpływ na społeczną akceptację irracjonalności w powszechnym myśleniu mają niektóre religie, w których z definicji występuje pierwiastek irracjonalny, wynikający z wiary w doznania pozarozumowe i pozazmysłowe oraz w słuszność dogmatów stanowiących niekiedy barierę dla dalszych rozumowych rozważań.

- Psychologiczne podłoże irracjonalności wynika z rozmaitych skłonności jakie przedstawia sobą struktura naszej osobowości. I tak trudno przyznać się nam do błędu, mimo racjonalnych przesłanek wskazujących ewidentnie na jego wystąpienie. Wykazujemy duże skłonności do szybkiego uogólniania, zamiast drążenia tematu. Mamy przekonanie, że nasze decyzje są lepsze niż decyzje innych ludzi. Potrzeba szczęścia i spełnienia jest ważniejsza, niż potrzeba przyznania racji.

- Uwarunkowania historyczne – historycznie irracjonalność w zachowaniach społecznych i osobniczych wpływała w różnym stopniu na dzieje ludzkości zależnie od epoki i obowiązujących w niej norm społecznych. Starożytni często przedkładali rozum nad obserwację czysto empiryczną. Późniejsze wieki, w szczególności średniowiecze, przyniosły przeświadczenie, że rozum nie wystarcza do opisania otaczającego świata, wskazując tym samym wyższość wiary, intuicji i uczucia. Ale i w średniowieczu, a zwłaszcza pod koniec, dało się zauważać tendencje do rozumnego poznania świata realnego. W średniowieczu dokonano rozłamu oddzielając wyraźnie pierwiastek racjonalny, od irracjonalnego podległego naturze boskiej i od tej pory współczesne wielkie umysły działały dwutorowo z nieco większą swobodą, reszta społeczeństwa dalej wykazywała tendencję do irracjonalnych zachowań. Między innymi dzięki wielkim umysłom średniowiecza i jego przełomu (Witelon, Kopernik), po wiekach triumfu irracjonalności, przyszło odprężenie i większą swobodę w relacjach społecznych, kulturze, religii i nauce.